# Earl Palmer
Pour les articles homonymes, voir Palmer.
Ne doit pas être confondu avec Carl Palmer.
Earl Palmer est un batteur américain né le 25 octobre 1924 à La Nouvelle-Orléans et mort le 19 septembre 2008 à Banning. Durant sa carrière de musicien de studio à La Nouvelle-Orléans et à Los Angeles, il a travaillé pour de nombreux artistes de blues, de jazz et de rock, parmi lesquels Little Richard, Eddie Cochran, Frank Sinatra, Glen Campbell, les Monkees, Tim Buckley, Tom Waits, Jack Nitzsche et Elvis Costello.
Il entre au Rock and Roll Hall of Fame dans la catégorie « Sidemen » en 2000.
Il se classe à la 25ème place du classement des 100 meilleurs batteurs de tous les temps du magazine Rolling stone

## Discographie
- 1961 : Drumsville
- 1962 : Percolator Twist